# Amandine Gay
Amandine Gai és una cineasta, actriu i afrofeminista francesa que viu a Mont-real. La seua primera pel·lícula, Obrir la veu, és un documental en què dona la paraula a les dones negres de l'estat francés.

## Biografia
Amandine Gai nasqué el 16 d'octubre del 1984 a l'estat francés. La seva mare es va acollir al part secret —una ficció legal—, per la qual cosa va ser donada en adopció. Els seus pares adoptius foren una professora i un obrer ferroviari. És llicenciada per l'Institut d'Estudis polítics de Lió en comunicació, i pel Conservatori d'Art dramàtic de París 16è, on es matriculà el 2008. Després treballa com a actriu; després d'alguns mesos d'activitat, però, constata que interpreta sempre el mateix tipus de rols estereotipats (drogoaddicta, prostituta, sense papers).
És per això que vol ser realitzadora, per a promoure una altra visió de les dones negres i també per a poder jugar els rols que li interessen. Comença, doncs, a escriure programes curts televisius. A penes va trobar finançament. Amandine Gai explica que els productors, que són majoritàriament homes blancs d'uns cinquanta d'anys, no reconeixen la seua experiència social en els programes crea. Ella escriu sobretot ficció, una sàtira de les revistes femenines, titulada Mitges Coques. Un dels personatges, una experta en vins, de color i lesbiana, xoca contra la incomprensió dels inversors potencials.
Amandine Gay comença a realitzar, a l'abril del 2014, el seu documental Obrir la veu, gràcies a una campanya de micromecenatge, sense el suport del Centre Nacional del Cinema (CNC), que va decidir no finançar pas el llargmetratge. En aquesta pel·lícula, del 2016, Amandine Gay aplega 24 dones -afrodescendents, ciutadanes, militants, enginyeres, investigadores o bloqueres- per a parlar de la seva identitat de dona negra a l'estat francés.
Es defineix a si mateixa com a "afrodescendent, negra, cis, afrofeminista, pansexual, anticapitalista, antiracista, antiheteronormativa, agnostica, afropunk, proelectiva (avortament, vel, prostitució), bodipositiva".(1)